# 圣迪迪耶 (沃克吕兹省)
圣迪迪耶（法語：Saint-Didier，法語發音：[sɛ̃ didje]）是法国普罗旺斯-阿尔卑斯-蓝色海岸大区沃克吕兹省的一个市镇，位于该省北部，属于卡庞特拉区。

## 地理
圣迪迪耶（44°0'22"N, 5°6'34"E）面积3.62 平方千米，位于法国普罗旺斯-阿尔卑斯-蓝色海岸大区沃克吕兹省，该省份为法国东南部内陆省份，北起德龙省，西北接阿尔代什省，西接加尔省，南至罗讷河口省，东南角与瓦尔省接壤，东临上普罗旺斯阿尔卑斯省。
与圣迪迪耶接壤的市镇（或旧市镇、城区）包括：勒博塞、马藏、佩尔讷莱方丹、拉罗克叙佩尔讷、沃纳斯克。

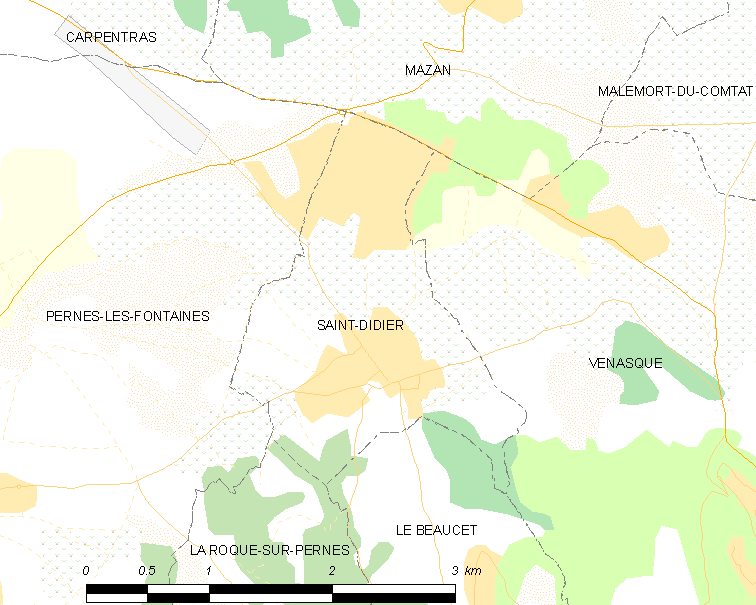
的OSM定位图

圣迪迪耶的时区为UTC+01:00、UTC+02:00（夏令时）。

## 行政
圣迪迪耶的邮政编码为84210，INSEE市镇编码为84108。

## 政治
圣迪迪耶所属的省级选区为佩尔讷莱方丹县。

## 人口

1962-2008年间人口变化图示

圣迪迪耶于2022年1月1日时的人口数量为2192人。